# MAPK1
MAPK1（mitogen-activated protein kinase 1）またはERK2（extracellular signal-regulated kinase 2）は、ヒトではMAPK1遺伝子にコードされる酵素（プロテインキナーゼ）である。

## 機能
MAPK1はMAPキナーゼファミリーの一員である。ERK（extracellular signal-regulated kinase）としても知られるMAPキナーゼは、複数の生化学的シグナルの統合点として作用しており、細胞増殖、分化、転写調節、発生など幅広い細胞過程に関与している。このキナーゼの活性化には、上流のキナーゼによるリン酸化が必要である。活性化に伴って、このキナーゼは刺激された細胞の核内へ移行し、そこで核内の標的をリン酸化する。MAPK1遺伝子には、同一のタンパク質をコードするもののUTRが異なる、2種類の選択的スプライシングバリアントが報告されている。MAPK1には複数のリン酸化部位やユビキチン化部位が存在する。

## モデル生物
MAPK1の機能の研究にはモデル生物が広く利用されている。疾患の動物モデルを作製して関心のある科学者に頒布するハイスループット変異体作製プロジェクトである国際ノックアウトマウスコンソーシアムプログラムの一環として、Mapk1tm1a(EUCOMM)Wtsiと呼ばれるコンディショナルノックアウトマウスが作製されている。
オスとメスのマウスに対し、遺伝子欠失の影響を調べるための規格化された表現型スクリーニングが行われている。変異体マウスに対して27種類の試験が行われており、3つの重大な異常が観察されている。妊娠中にホモ接合型変異体の胚は観察されず、そのため離乳期まで生存した個体はなかった。その他の試験はヘテロ接合型変異体の成体マウスに対して行われ、オスでは血中アミラーゼ濃度の低下が観察された。
B細胞でのMapk1のコンディショナル欠失によって、MAPK1がT細胞依存的な抗体産生に関与していることが示されている。Mapk1に優性機能獲得型変異を有するトランスジェニックマウスでは、MAPK1がT細胞の発生に関与していることが示されている。発生中の大脳皮質の神経前駆細胞におけるMapk1のコンディショナル不活性化は、皮質の厚さの減少と神経前駆細胞の増殖の低下をもたらす。

## 相互作用
MAPK1は次に挙げる因子と相互作用することが示されている。
- ADAM17（英語版）[18]
- CIITA（英語版）[19]
- DUSP1（英語版）[20][21]
- DUSP22（英語版）[22]
- DUSP3（英語版）[23]
- ELK1[24][25]
- FHL2（英語版）[26]
- HDAC4（英語版）[27]
- MAP2K1[28][29][30][31][32][33]
- MAP3K1（英語版）[34]
- MAPK14（英語版）[28][35]
- MKNK1（英語版）[36]
- MKNK2（英語版）[36][37]
- Myc[38][39][40]
- NEK2（英語版）[41]
- PEA15（英語版）[42]
- PTPN7（英語版）[43][44]
- PEBP1（英語版）[30]
- RPS6KA1（英語版）[24][45][46]
- RPS6KA2（英語版）[46][47]
- RPS6KA3（英語版）[45][47]
- SORBS3（英語版）[48]
- STAT5A[49][50]
- TNIP1（英語版）[51]
- TOB1（英語版）[52]
- TSC2[53]
- UBR5（英語版）[24]
- VAV1（英語版）[54][55]

## 臨床的意義
MAPK1の変異は多くの種類のがんへの関与が示唆されている。

## 関連文献
- “Hyperphosphorylation of tau in PHF”. Neurobiol. Aging 16 (3):  365–71; discussion 371–80. (1995). doi:10.1016/0197-4580(95)00027-C. PMID 7566346.
- “Histone deacetylase isoforms regulate innate immune responses by deacetylating mitogen-activated protein kinase phosphatase-1”. J Leukoc Biol 95 (4):  651–9. (2014). doi:10.1189/jlb.1013565. PMID 24374966.
- “Transcriptional regulation by MAP kinases”. Mol. Reprod. Dev. 42 (4):  459–67. (1995). doi:10.1002/mrd.1080420414. PMID 8607977.
- “Tat-induced deregulation of neuronal differentiation and survival by nerve growth factor pathway”. J. Neurovirol. 8 Suppl 2 (2):  91–6. (2002). doi:10.1080/13550280290167885. PMID 12491158.
- “HIV-1 Nef control of cell signalling molecules: multiple strategies to promote virus replication”. J. Biosci. 28 (3):  323–35. (2003). doi:10.1007/BF02970151. PMID 12734410.
- “The ERK1/2 mitogen-activated protein kinase pathway as a master regulator of the G1- to S-phase transition”. Oncogene 26 (22):  3227–39. (2007). doi:10.1038/sj.onc.1210414. PMID 17496918.